# Uralita (mineral)
|  | No s'ha de confondre amb el material de construcció anomenat també uralita. |

La uralita és un mineral desacreditat per l'Associació Mineralògica Internacional, al ser considerada una varietat de les espècies que integren el supergrup dels amfíbols, que segueix la fórmula general AX₂Z₅((Si,Al,Ti)₈O₂₂)(OH,F,Cl,O)₂. Els pseudomorfs dels minerals del grup dels amfíbols són principalment actinolita, i quan ho són d'un mineral del grup del clinopiroxè, són generalent augita. Va ser descrita originalment a la regió dels Urals, a Rússia, d'on rep el nom.